# Palacio y capilla de Rugama

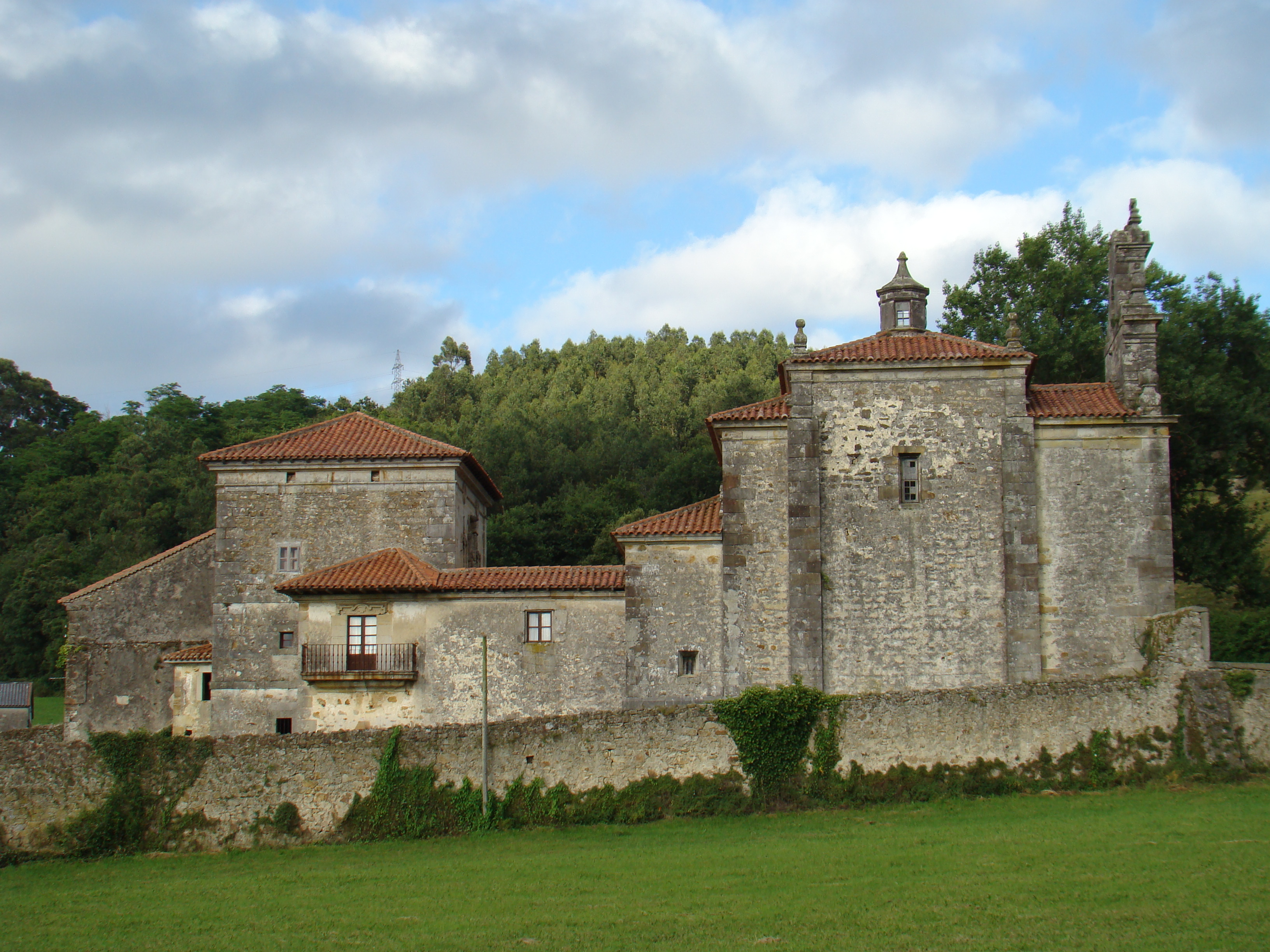
Vista general del conjunto del palacio.

El Palacio de Rugama con su capilla se encuentra en el barrio de La Bodega de la localidad de Bárcena de Cicero en el municipio del mismo nombre (Cantabria, España). Fue mandado construir en 1740 por Lorenzo de Rugama que fue administrador de la nao Acapulco y Maestre del bajel llamado "Nuestra Señora de los Dolores" además de diputado en las Cortes de Manila en 1731. Fue también Sargento Mayor de caballería de Azoques. Murió sin descendencia directa por lo que el mayorazgo pasó a una sobrina y su esposo.
Este conjunto de palacio más capilla fue declarado Bien de Interés Cultural (BIC) en 1983, con la categoría de monumento. Está habitado, especialmente en los meses de verano, y se saca rendimiento a la propiedad con explotación agrícola. Es propiedad privada de los descendientes de Rufina Cardeñosa.

## El conjunto arquitectónico

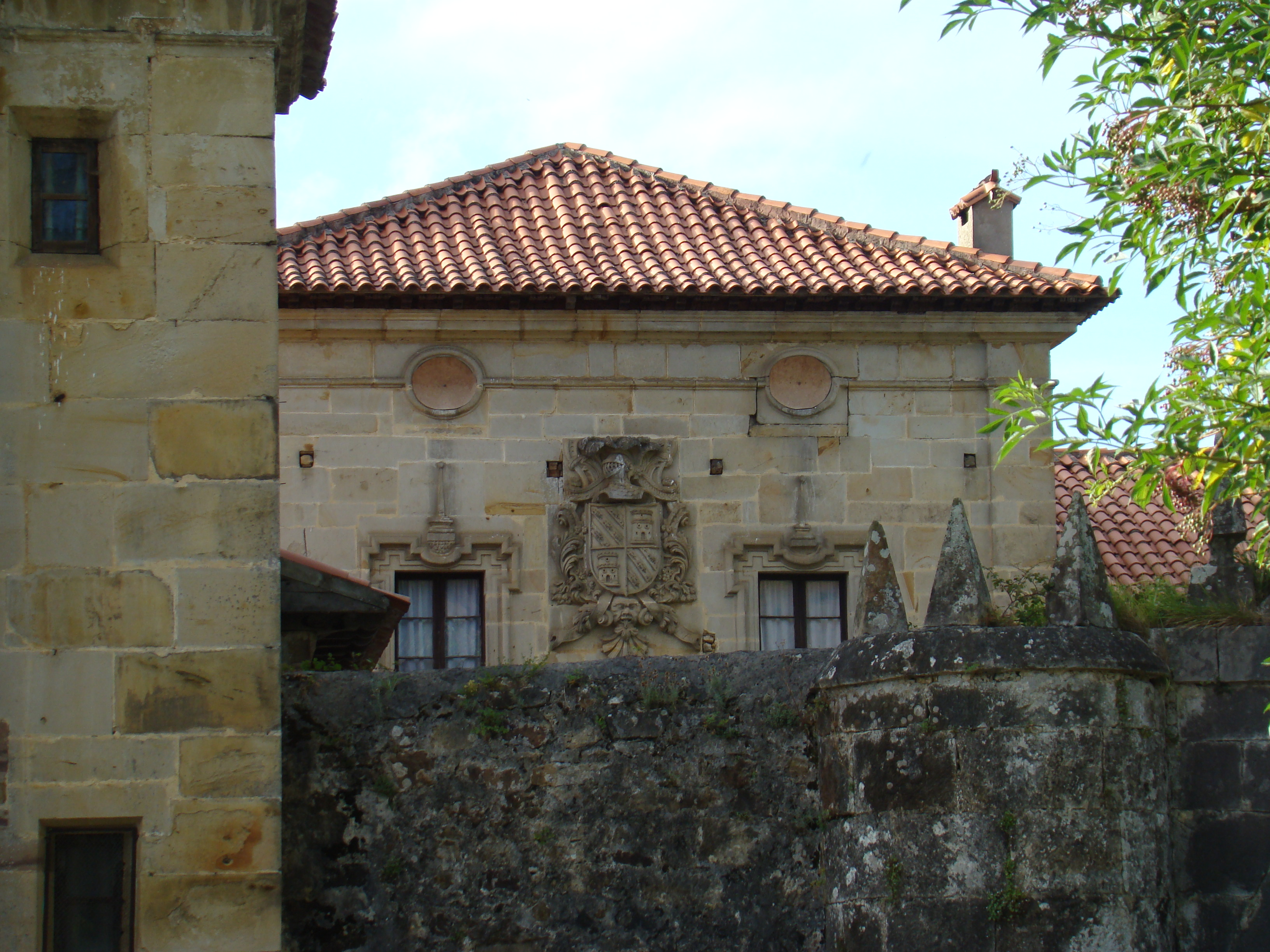
Casa-palacio de Rugama.

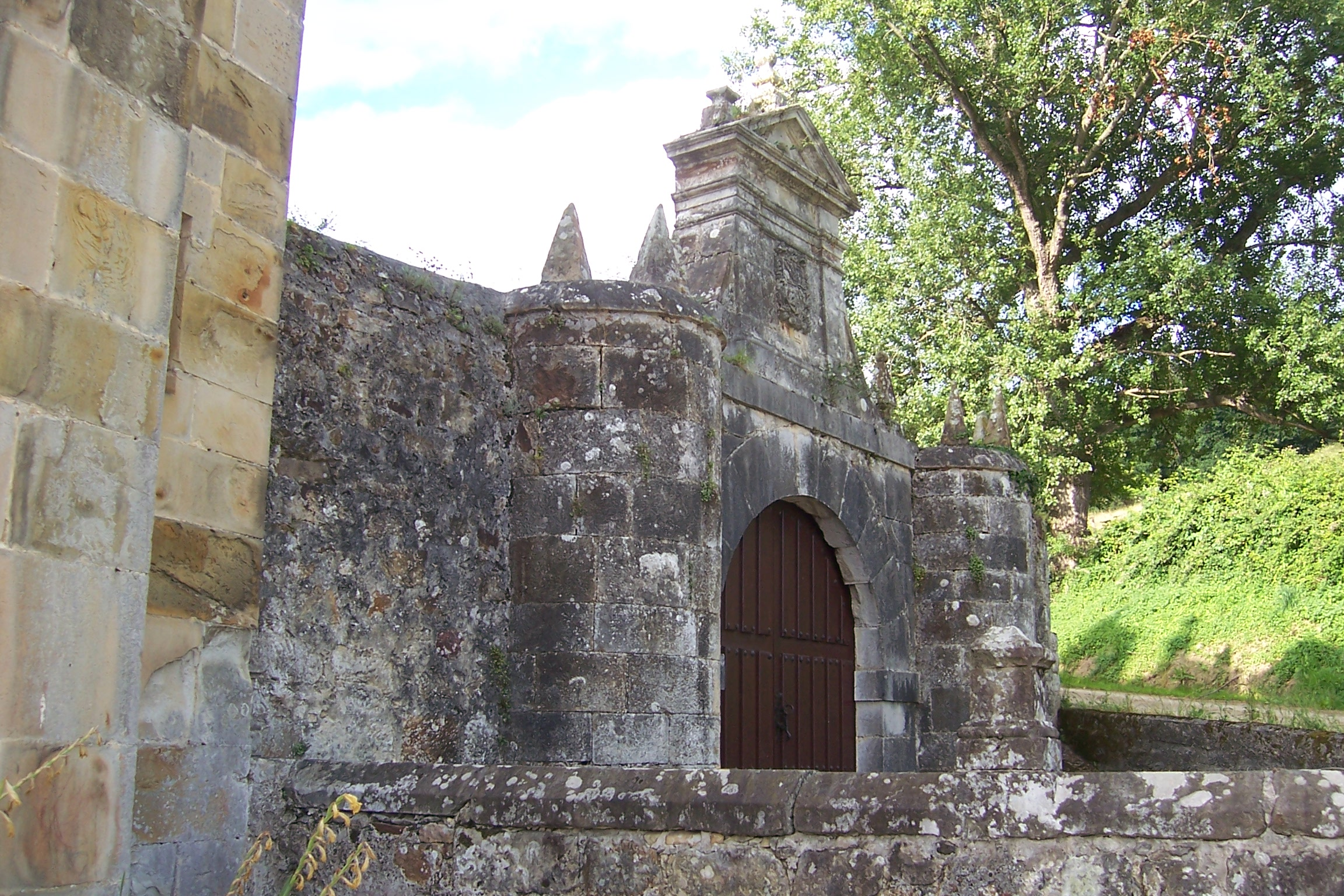
Portalada.

El conjunto, construido entre 1744 y 1746 por Pedro Gómez Isla y Juan de la Oceja, consta de casona, torre y capilla. La torre y el cuerpo de la casa se articulan en torno a una corralada, como suele verse en este tipo de casonas-palacio. Uno de los muros se une a lo que fue capilla, que en la actualidad es una iglesia parroquial conocida como El Carmen. La vivienda es de dos plantas, con adorno de molduras en sus vanos. La torre es de tres plantas, combinándose en ella ventanas y balcones con antepechos, con jambas y dinteles de moldura. Se ven también unos óculos ovalados a los lados de la puerta rectangular y bajo la cornisa. Se accede al interior por una portalada, al uso de los palacios o casonas de Cantabria. El arco de entrada es de medio punto con dos cubos laterales coronados por pináculos.

## Descripción de la iglesia

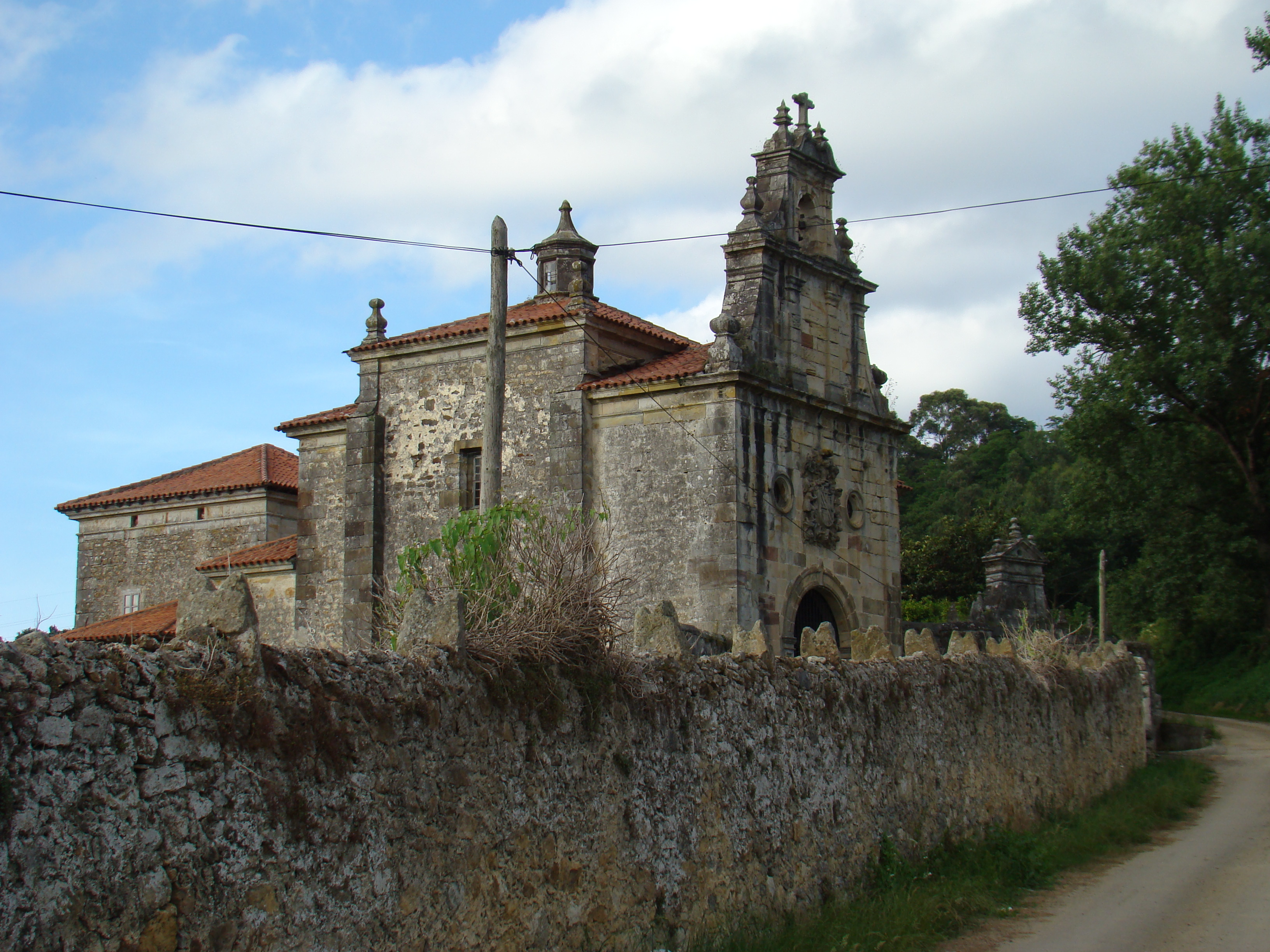
Vista del conjunto de la iglesia del Carmen.

Tiene su fachada dividida en tres cuerpos, siendo el tercero la espadaña de campanas. La puerta de entrada es de arco de medio punto y se cierra con una potente reja. Sobre ella se repite el escudo familiar a cuyos lados se ven dos óculos redondos. Se accede al interior por un carrejo.

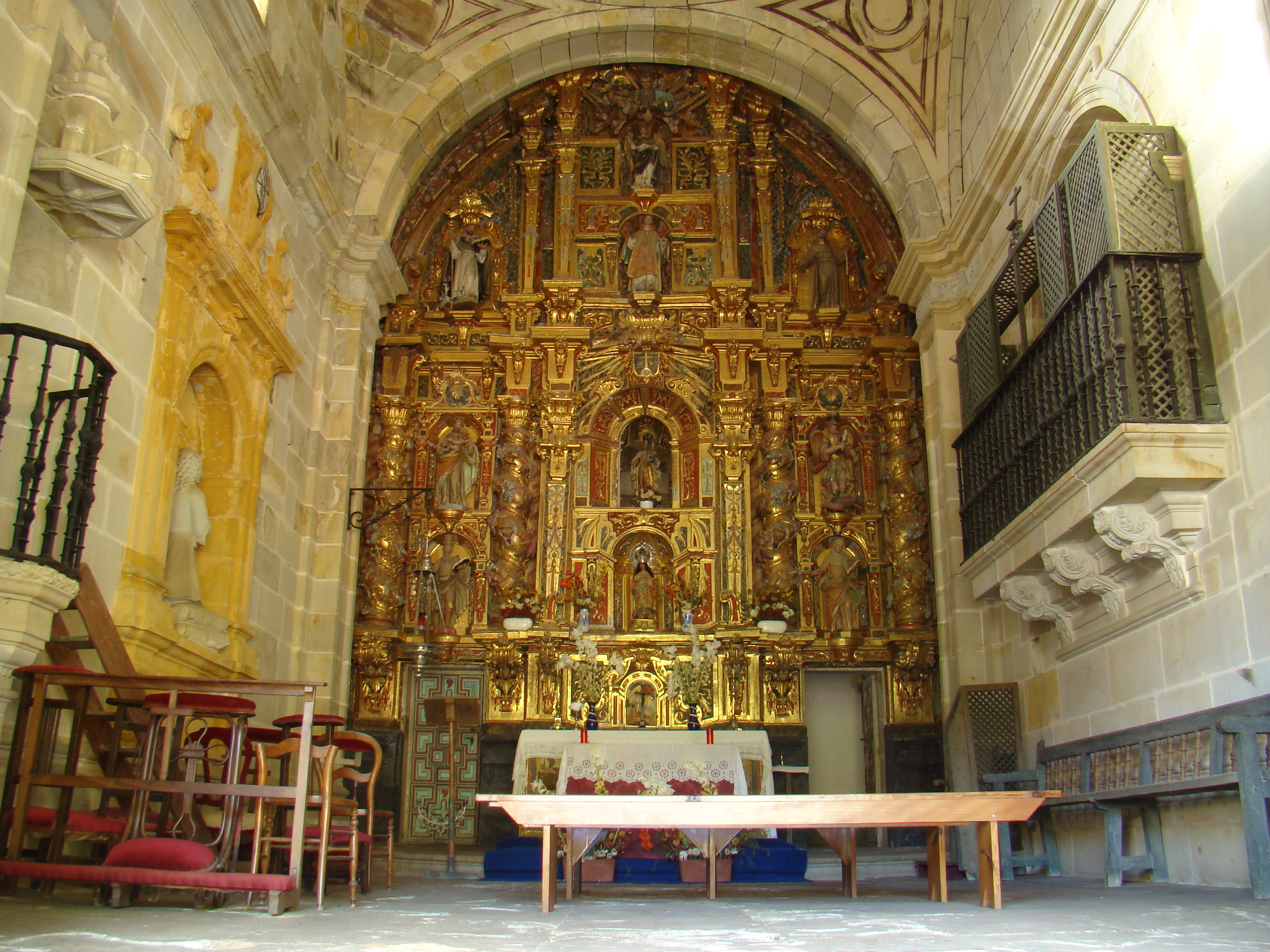
Retablo mayor.

El escudo es al gusto barroco con lambrequines que llevan unos guerreros como tenantes, con decoración de amorcillos y otros personajes. Está cuartelado y en cada parte figuran las armas de la familia Rugama. Este escudo se repite en la portalada y en la fachada del palacio.
La planta es de una sola nave, con bóvedas de crucería excepto la cabecera que se cubre con cúpula semiesférica asentada sobre pechinas. La capilla mayor tiene un artístico retablo barroco de 1746 cuyo autor es Raimundo Vélez del Valle, en colaboración con el ensamblador Bernardino de la Vega Jado.
En el lado del Evangelio, en el presbiterio, se halla el cenotafio con estatua orante del fundador Lorenzo de Rugama.

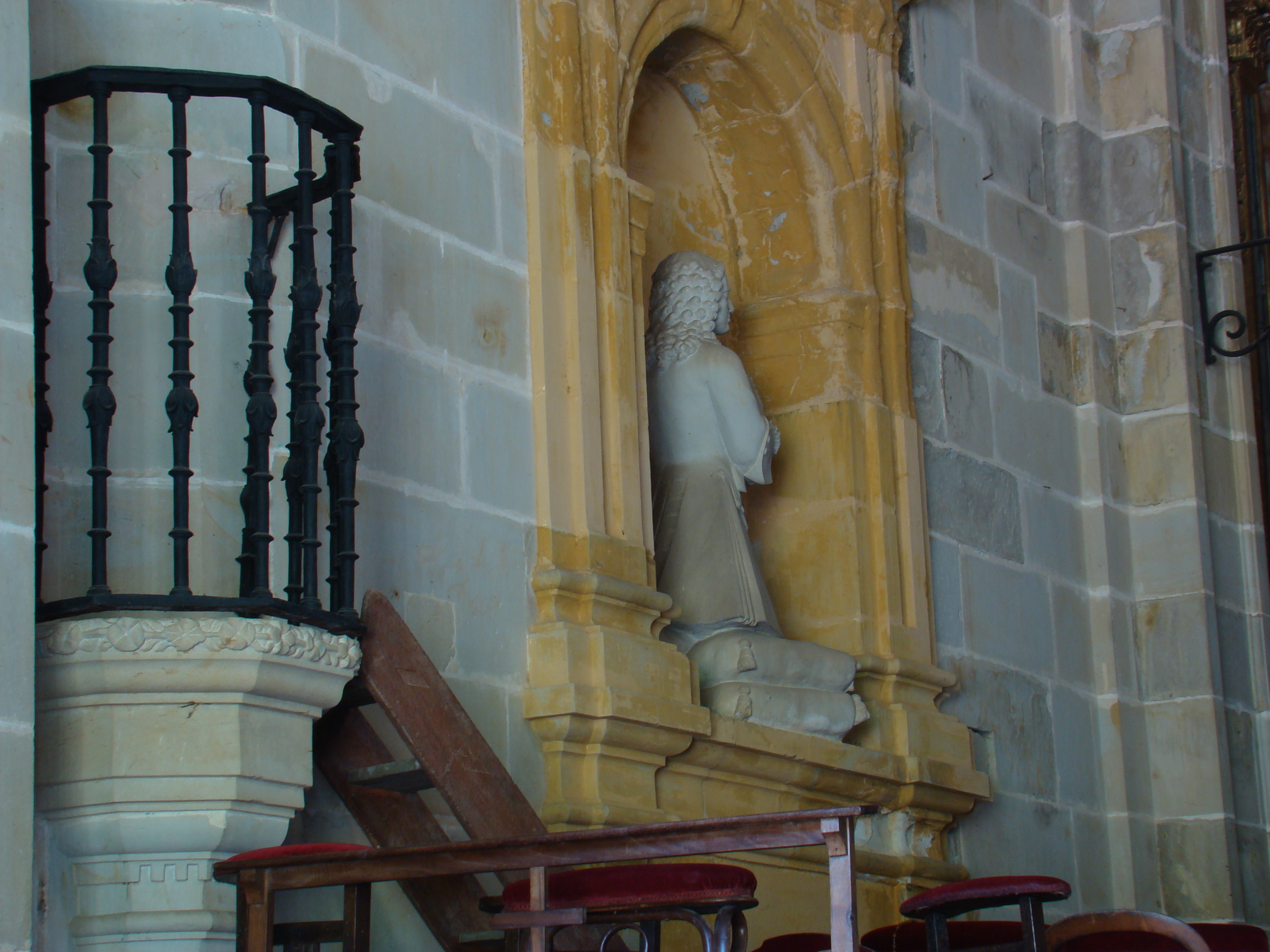
Cenotafio de Lorenzo de Rugama.
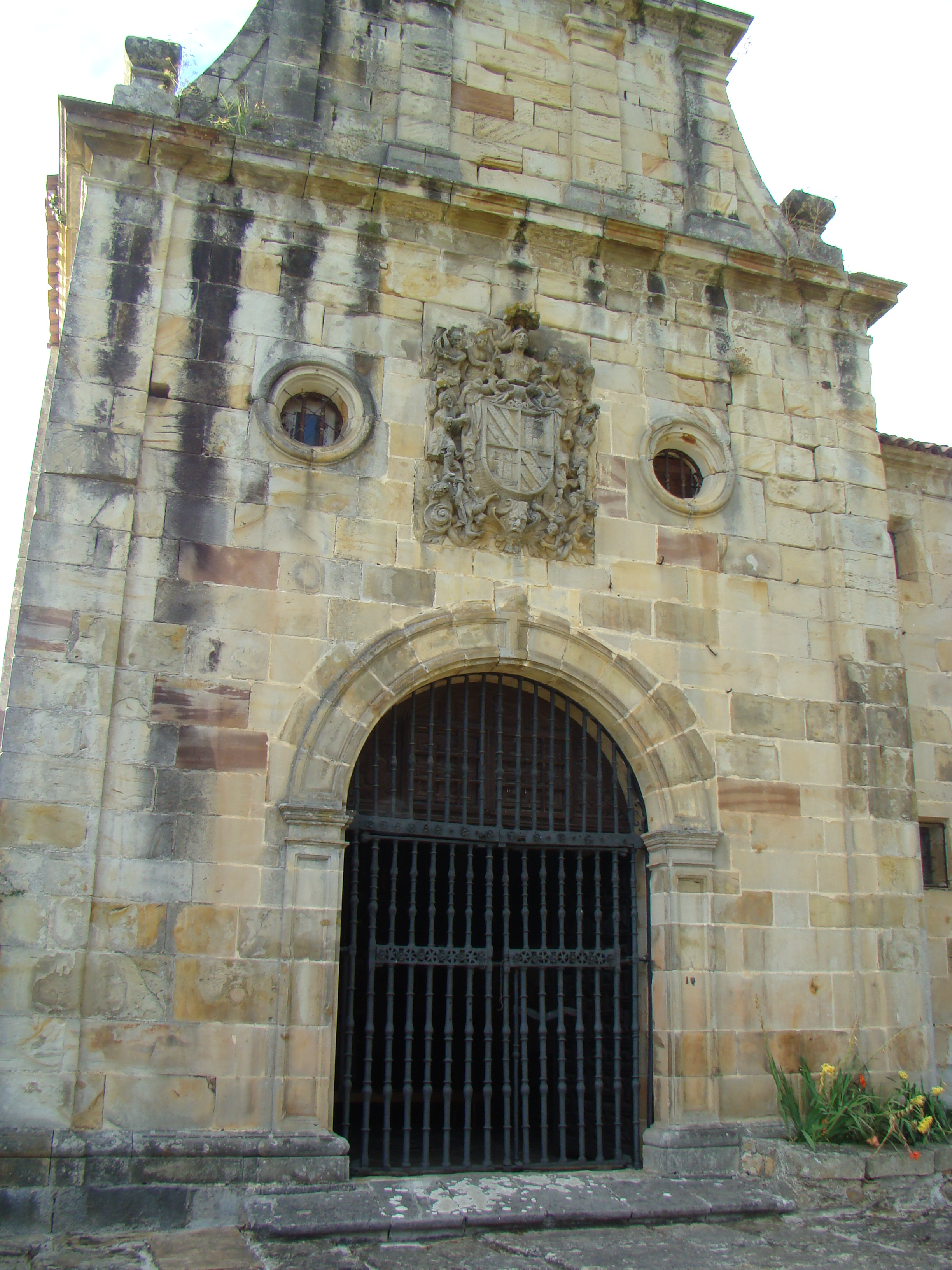
Fachada de los pies.
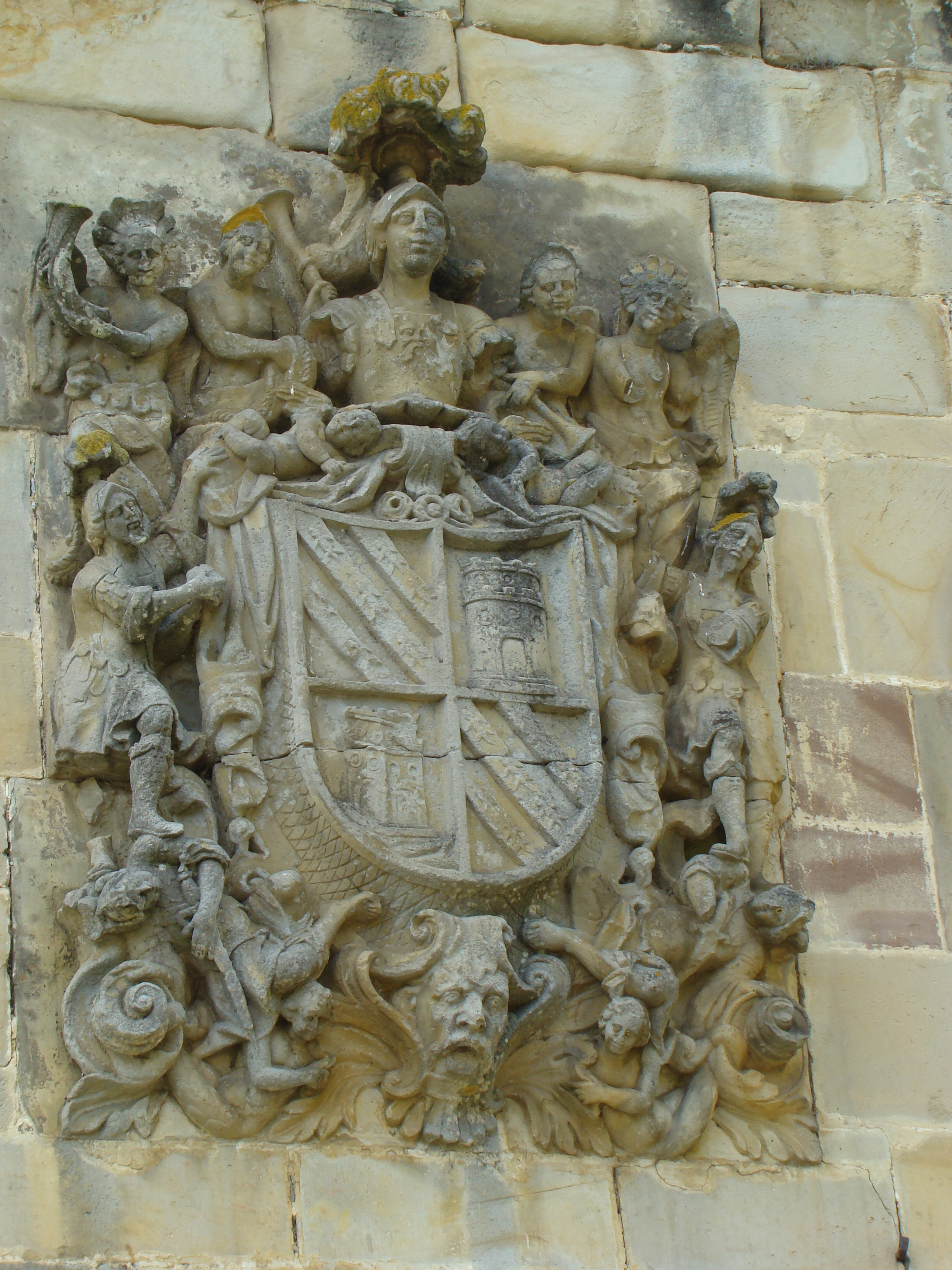
Escudo de Rugama sobre la puerta de la iglesia.
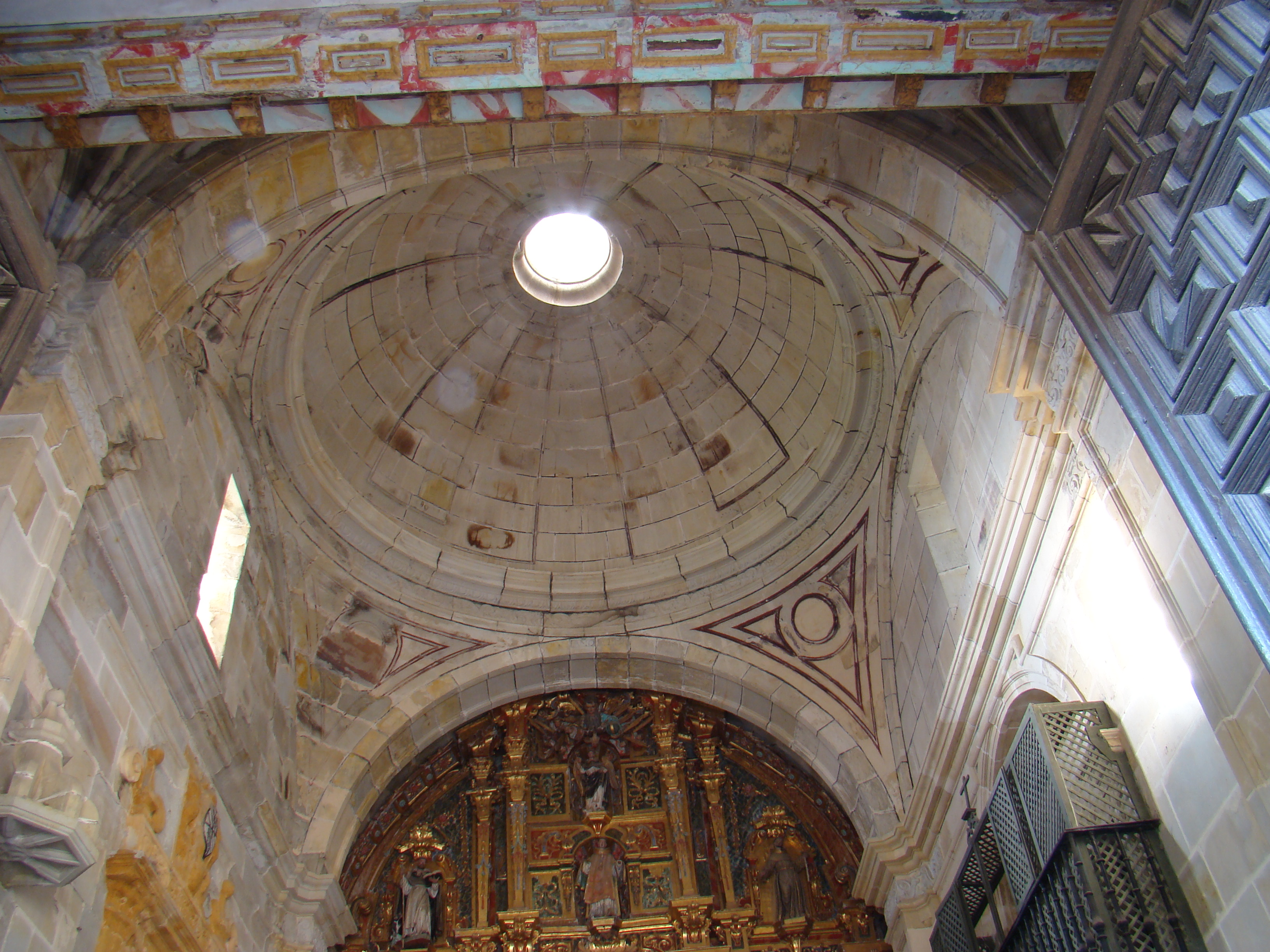
Cúpula de la capilla mayor.